# لاري إلمور
لاري إلمور (بالإنجليزية: Larry Elmore)‏ ولد في 5 أغسطس عام 1948، هو فنان فنتازيا أمريكي و الذي يشمل عمله إنشاء رسومات لألعاب الفيديو ، القصص المصورة ، المجلات و كتب الفنتازيا .

ولد لاري إلمور في كنتاكي ، الولايات المتحدة و نشأ في مقاطعة غرايسون . يصف إلمور أيام الدراسة قائلاً : 
بعد تخرجه من الكلية انضم إلمور إلى الجيش الأمريكي و رابط في ألمانيا .

## وصلات خارجية
- لاري إلمور  على قاعدة بيانات الخيال التأملي على الإنترنت